# Zevenaar
Zevenaar é um município e uma cidade situado na província da Guéldria, no leste dos Países Baixos, perto da fronteira com a Alemanha. Tem 106,10 km² de área e sua população em 2020 foi estimada em 44.011 habitantes.
Em janeiro de 2018, o município vizinho de Rijnwaarden foi fundido com Zevenaar.